# Musée d'Art contemporain de Marseille
 (juin 2008).
Si vous disposez d'ouvrages ou d'articles de référence ou si vous connaissez des sites web de qualité traitant du thème abordé ici, merci de compléter l'article en donnant les références utiles à sa vérifiabilité et en les liant à la section « Notes et références ».
Le musée d'Art contemporain de Marseille, également appelé « MAC », est le musée de la ville consacré à l'art contemporain avec des collections d'œuvres des années 1960 à nos jours.

## Historique
Le MAC de Marseille ouvre ses portes en 1994, sous l'impulsion de Bernard Blistène.
En vue de l'accueil par Marseille de Manifesta 13, le musée est en rénovation à partir de 2019, et devrait rouvrir en avril 2023.

### Directions
Le MAC est dirigé par Philippe Vergne (en) de 1994 à 1997, en tandem avec Bernard Blistène (directeur des Musées) jusqu'en 1996. À Philippe Vergne succède Véronique Legrand de 1998 à 2000, sous l'égide de Corinne Diserens, directrice des Musées.
À partir de la direction de Nathalie Ergino (2001-2005), le musée acquiert le statut de musée national au moment où l'art contemporain devient un domaine délaissé par la direction générale des musées de la ville. Elle crée un « projet-room » pour les jeunes artistes et organise des expositions marquantes de Gilles Barbier, Jimmie Durham, Rodney Graham, Franz West, Ann Veronica Janssens, Carsten Höller.
L'actuel directeur, nommé en 2006, Thierry Ollat, est issu des débuts de l'école du Magasin à Grenoble (où ensuite il a été assistant d'expositions) et directeur des Ateliers d'Artistes à Marseille depuis 1995.

## Collections
- King of the Zulus, par Jean-Michel Basquiat (1984-1985).

## Expositions
- 1994
  - « Ils collectionnent »[9] (collectionneurs marseillais)
  - « Robert Smithson »[9] (coprod. IVAM Valence)
- 1995
  - « Les Visiteurs »[9]
  - « L'Esprit Fluxus »[9] (coprod. Walker Art Center, Minneapolis)
  - « Ben »[9]
- 1996
  - « Wide White Space : Une histoire de l'art des années 60/70 »[9] (coprod. Palais des beaux-arts de Bruxelles)
  - « Hervé Paraponaris »
  - « L'Art au corps »[9]
- 1997
  - « Paul Thek »[9] (coprod. Witte de With, Rotterdam)
  - « Collection Reinhard Onnasch »
  - « Olivier Nottellet, Stauth & Queyrel »
  - « Dieter Roth »[9]
  - « Penny Yassour (de) »
- 1998
  - « Lygia Clark »[9] (coprod. fondation Antoni-Tàpies de Barcelone)
  - « Richard Baquié »[9] (coprod. CAPC musée d'art contemporain de Bordeaux)
  - « Tatiana Trouvé »
  - « 50 Espèces d'espaces »[9] (centre Georges-Pompidou, hors les murs)
- 1999
  - Rosemarie Trockel[9] (coprod. Hamburger Kunsthalle, Hambourg ; Whitechapel Gallery, Londres ; Staats Gallery, Stuttgart)
  - « Début-Fin de Siècle, 1969-1999 », École supérieure des beaux-arts de Marseille
  - « Erró »[9] (coprod. galerie nationale du Jeu de paume, Paris)
- 2001
  - « Gilles Barbier »[9]
  - « Bruno Peinado »
  - « N + N Corsino »[9]
- 2002
  - « Franz West »
  - « Jun Yang »
  - « Subréel »[9]
  - « Michèle Sylvander »[9]
  - « Lee Bul »[9] (coprod. Consortium, Dijon)
- 2003
  - « Jimmie Durham » (coprod. musée d'Art de La Haye ; Baltic, Gateshead)
  - « Nicolas Moulin »
  - « Rodney Graham »[9] (coprod. Whitechapel Art Gallery, Londres ; K21, Düsseldorf)
  - « Francesco Finizio »[9]
  - « Ann Veronica Janssens »[9]
- 2004
  - « Chine, le corps partout ? »[9]
  - « Carsten Höller »[9]
  - « Gilles Mahé »[9]
- 2005
  - « Yuri Leiderman (en) »[9] (coprod. Le Quartier de Quimper)
  - « Jean-Louis Delbès »
- 2006
  - « Marijke van Warmerdam »
  - « Claude Lévêque »
  - « Offshore »
  - « Roger Pailhas, L'Art d'une vie »[9]
- 2007
  - « Peter Friedl »[9] (prod. MACBA - musée d'Art contemporain de Barcelone)
  - « Toni Grand »[9]
  - « Marseille Artistes Associés, 1977-2007 »[9]
- 2008

- 2009

- 2010

- 2011
  - « L'Énigme du portrait[10] »
- 2012
  - « Jacques Villeglé »[9]
- 2018
  - Quel amour !?[11]

## Publications
- La Collection du MAC, catalogue du musée, 2007

## Fréquentation
| 2001 | 2002   | 2003   | 2004   | 2005   | 2006   | 2007   | 2008   | 2009   | 2010   | 2011   | 2012   | 2013   | 2014   | 2015   | 2016   |
| ---- | ------ | ------ | ------ | ------ | ------ | ------ | ------ | ------ | ------ | ------ | ------ | ------ | ------ | ------ | ------ |
| ?    | 20 014 | 22 623 | 24 611 | 20 027 | 19 323 | 20 195 | 26 917 | 19 847 | 19 731 | 24 829 | 22 393 | 27 171 | 27 871 | 47 137 | 20 541 |